# Jüdischer Friedhof (Gleidingen)

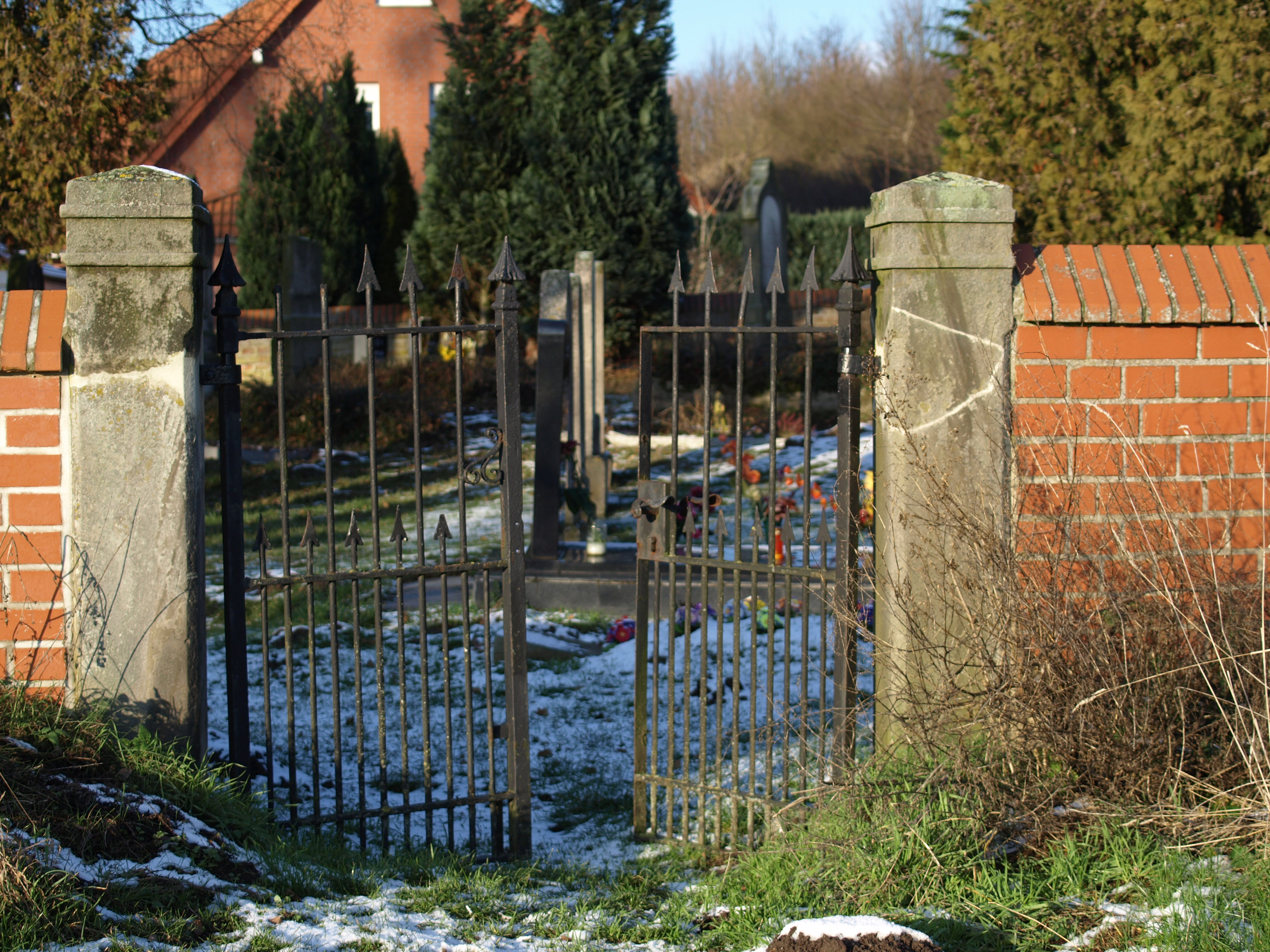
Eingangstor

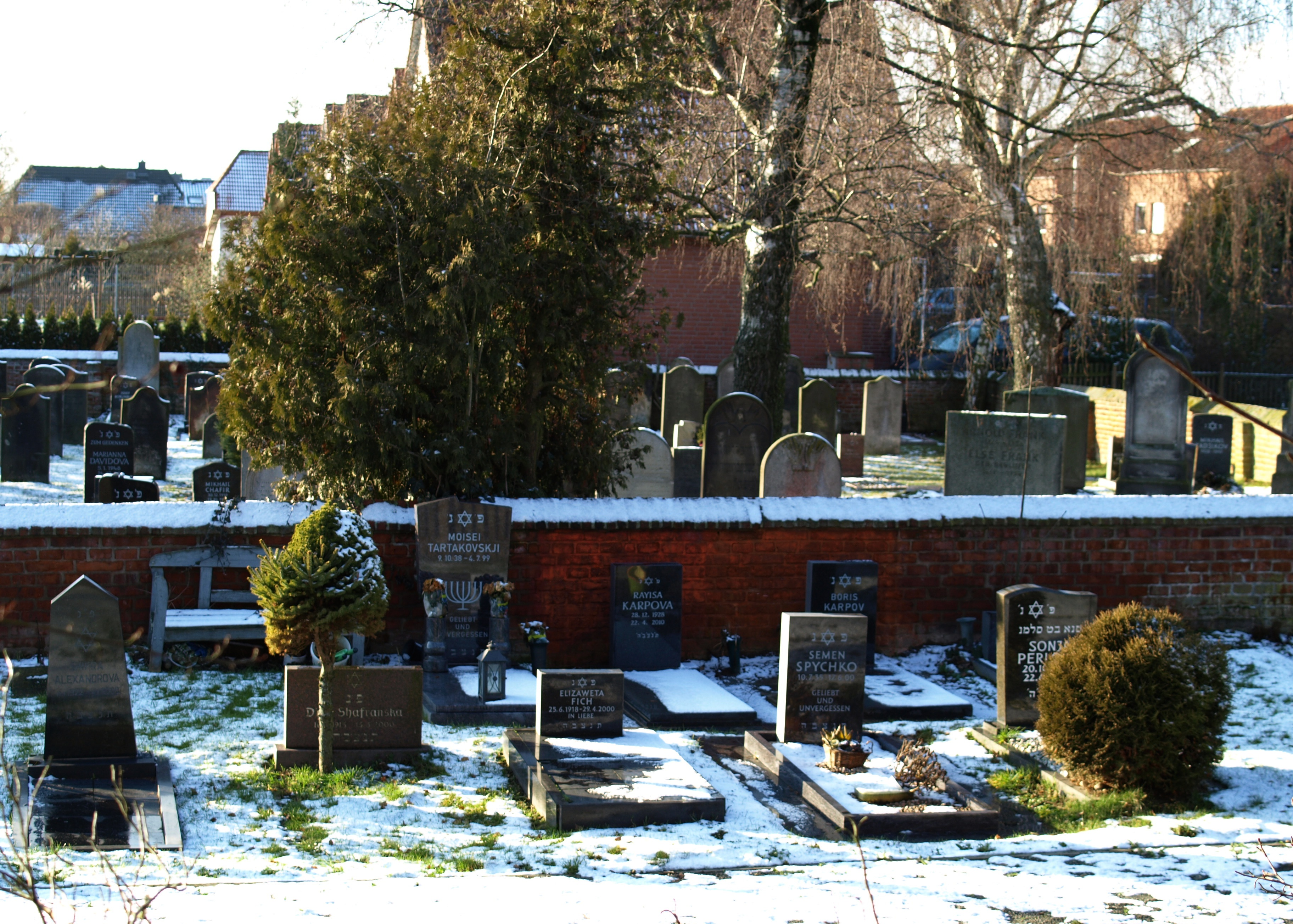
Grabstätten

Der Jüdische Friedhof Gleidingen ist ein jüdischer Friedhof in Gleidingen, einem Ortsteil der niedersächsischen Stadt Laatzen in der Region Hannover. Er ist ein geschütztes Kulturdenkmal.

## Geschichte
Der Friedhof an der Stichstraße "Am Judenfriedhof"(Lage), einer Verlängerung des Dammackerwegs, existiert vermutlich seit mindestens 1749. Die erste festzustellende Bestattung, der älteste Grabstein, weist auf das Jahr 1840 (Levi Selig, 25. Stein). Der jüngste Grabstein war lange Zeit der des Ehepaares Arnold und Else Frank, die 1936 und 1938 hier beerdigt wurden (30. Stein). Aus der Zeit vor dem Zweiten Weltkrieg sind insgesamt 52 Grabstätten mit 51 Grabsteinen erhalten.
Seit 1997 bestattet die jüdische Gemeinde Hannover hier wieder ihre Toten, da der Friedhof als nicht vollständig belegt galt. Hierzu wurde die ursprüngliche Friedhofsfläche (628 m²) um vorhandenes Ackerland (636 m²) erweitert.
Bis Mitte der 1990er-Jahre fand auch die jährliche Gedenkfeier am 9. November, dem Jahrestag der Pogromnacht, auf dem jüdischen Friedhof statt. Seitdem wird sie an der Gedenkstätte zur Erinnerung an die jüdische Gemeinde Gleidingens und die Synagoge, die an der Thorstraße ihren Standort hatte, durchgeführt. Der Friedhof ist heute im Besitz des Landesverbandes der Jüdischen Gemeinden von Niedersachsen K.d.ö.R.